# Nevesinje
Nevesinje (v srbské cyrilici Невесиње) je město, administrativní centrum opštiny Nevesinje v Republice srbské (Bosna a Hercegovina).

## Poloha
Město se rozkládá ve východní části regionu Hercegovina, ve vyprahlé krasové krajině, východně od Mostaru. V roce 1875 se proslavilo jako centrum tzv. Hercegovského povstání (Nevesinjska puška) proti turecké správě. Rozkládá se v nadmořské výšce cca 900 m na východním podhůří místního horského hřebenu nedaleko od průsmysku Grebek.

## Obyvatelstvo

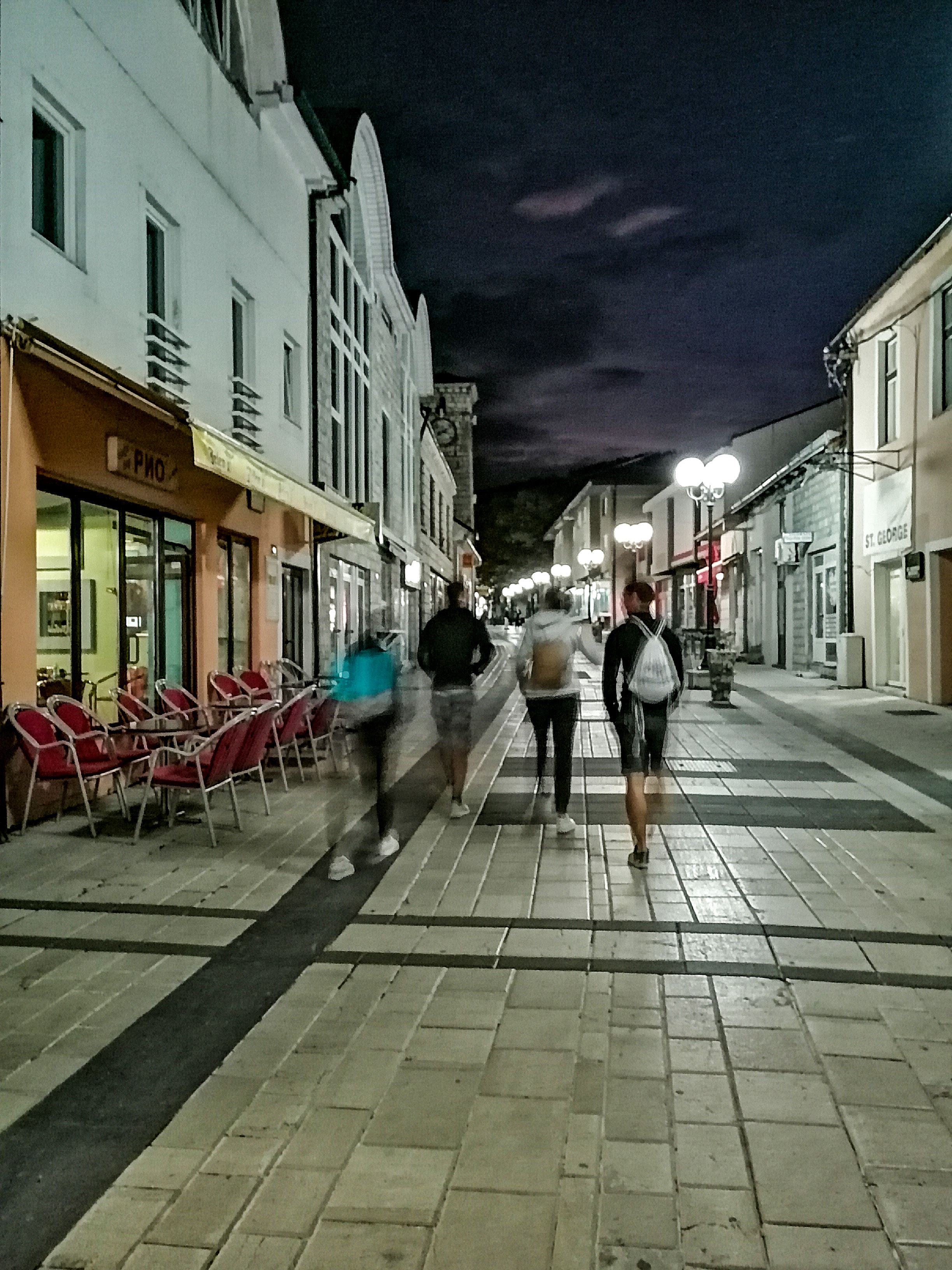
Nevesinje v noci.

V roce 1991 mělo Nevesinje 4 068 obyvatel, většina byla srbské národnosti. Jediné větší podniky představují dřevozpracující průmysl; neexistuje železniční spojení a dopravu zajišťují výhradně autobusy. Většina obyvatelstva se věnuje zemědělství.

## Kultura a památky
Mezi místní památky patřil např. katolický kostel Nanebevzetí Panny Marie, postaven byl v roce 1901 během rakousko-uherské navlády, zničen během posledního ozbrojeného konfliktu a později obnoven. Mezi další dochované památky patří např. Čučkova mešita a Sultánova mešita (bosensky Careva džamija). Nad městem se tyčí kostel sv. Jiří (srbsky Црква светог Георгије).
Město má vlastní nemocnici, která je příslušná pro celý okolní region.